# Incontri ufficiali della nazionale maschile di calcio di San Marino
Questa è la cronologia completa delle partite ufficiali della nazionale maschile di calcio di San Marino dal 1990 a oggi.

## Partite dal 1990 al 1999
| Cronologia completa delle presenze e delle reti in nazionale ― San Marino | Cronologia completa delle presenze e delle reti in nazionale ― San Marino | Cronologia completa delle presenze e delle reti in nazionale ― San Marino | Cronologia completa delle presenze e delle reti in nazionale ― San Marino | Cronologia completa delle presenze e delle reti in nazionale ― San Marino | Cronologia completa delle presenze e delle reti in nazionale ― San Marino | Cronologia completa delle presenze e delle reti in nazionale ― San Marino | Cronologia completa delle presenze e delle reti in nazionale ― San Marino |
| Data                                                                      | Città                                                                     | In casa                                                                   | Risultato                                                                 | Ospiti                                                                    | Competizione                                                              | Reti                                                                      | Note                                                                      |
| ------------------------------------------------------------------------- | ------------------------------------------------------------------------- | ------------------------------------------------------------------------- | ------------------------------------------------------------------------- | ------------------------------------------------------------------------- | ------------------------------------------------------------------------- | ------------------------------------------------------------------------- | ------------------------------------------------------------------------- |
| 14/11/1990                                                                | Serravalle                                                                | San Marino                                                                | 0 – 4                                                                     | Svizzera                                                                  | Qual. Euro 1992                                                           | -                                                                         | All:G. Leoni                                                              |
| 05/12/1990                                                                | Bucarest                                                                  | Romania                                                                   | 6 – 0                                                                     | San Marino                                                                | Qual. Euro 1992                                                           | -                                                                         | All:G. Leoni                                                              |
| 27/03/1991                                                                | Serravalle                                                                | San Marino                                                                | 1 – 3                                                                     | Romania                                                                   | Qual. Euro 1992                                                           | Valdes Pasolini                                                           | All:G. Leoni                                                              |
| 01/05/1991                                                                | Serravalle                                                                | San Marino                                                                | 0 – 2                                                                     | Scozia                                                                    | Qual. Euro 1992                                                           | -                                                                         | All:G. Leoni                                                              |
| 22/05/1991                                                                | Serravalle                                                                | San Marino                                                                | 0 – 3                                                                     | Bulgaria                                                                  | Qual. Euro 1992                                                           | -                                                                         | All:G. Leoni                                                              |
| 05/06/1991                                                                | San Gallo                                                                 | Svizzera                                                                  | 7 – 0                                                                     | San Marino                                                                | Qual. Euro 1992                                                           | -                                                                         | All:G. Leoni                                                              |
| 16/10/1991                                                                | Sofia                                                                     | Bulgaria                                                                  | 4 – 0                                                                     | San Marino                                                                | Qual. Euro 1992                                                           | -                                                                         | All:G. Leoni                                                              |
| 13/11/1991                                                                | Glasgow                                                                   | Scozia                                                                    | 4 – 0                                                                     | San Marino                                                                | Qual. Euro 1992                                                           | -                                                                         | All:G. Leoni                                                              |
| 19/02/1992                                                                | Cesena                                                                    | San Marino                                                                | 0 – 4                                                                     | Italia                                                                    | Amichevole                                                                | -                                                                         | All:G. Leoni                                                              |
| 09/09/1992                                                                | Oslo                                                                      | Norvegia                                                                  | 10 – 0                                                                    | San Marino                                                                | Qual. Mondiali 1994                                                       | -                                                                         | All:G. Leoni                                                              |
| 07/10/1992                                                                | Serravalle                                                                | San Marino                                                                | 0 – 2                                                                     | Norvegia                                                                  | Qual. Mondiali 1994                                                       | -                                                                         | All:G. Leoni                                                              |
| 28/10/1992                                                                | Ankara                                                                    | Turchia                                                                   | 4 – 1                                                                     | San Marino                                                                | Qual. Mondiali 1994                                                       | Nicola Bacciocchi                                                         | All:G. Leoni                                                              |
| 17/02/1993                                                                | Londra                                                                    | Inghilterra                                                               | 6 – 0                                                                     | San Marino                                                                | Qual. Mondiali 1994                                                       | -                                                                         | All:G. Leoni                                                              |
| 10/03/1993                                                                | Serravalle                                                                | San Marino                                                                | 0 – 0                                                                     | Turchia                                                                   | Qual. Mondiali 1994                                                       | -                                                                         | All:G. Leoni                                                              |
| 24/03/1993                                                                | Utrecht                                                                   | Paesi Bassi                                                               | 6 – 0                                                                     | San Marino                                                                | Qual. Mondiali 1994                                                       | -                                                                         | All:G. Leoni                                                              |
| 28/04/1993                                                                | Łódź                                                                      | Polonia                                                                   | 1 – 0                                                                     | San Marino                                                                | Qual. Mondiali 1994                                                       | -                                                                         | All:G. Leoni                                                              |
| 19/05/1993                                                                | Serravalle                                                                | San Marino                                                                | 0 – 3                                                                     | Polonia                                                                   | Qual. Mondiali 1994                                                       | -                                                                         | All:G. Leoni                                                              |
| 22/09/1993                                                                | Bologna                                                                   | San Marino                                                                | 0 – 7                                                                     | Paesi Bassi                                                               | Qual. Mondiali 1994                                                       | -                                                                         | All:G. Leoni                                                              |
| 16/11/1993                                                                | Bologna                                                                   | San Marino                                                                | 1 – 7                                                                     | Inghilterra                                                               | Qual. Mondiali 1994                                                       | Davide Gualtieri                                                          | All:G. Leoni                                                              |
| 12/10/1994                                                                | Mosca                                                                     | Russia                                                                    | 4 – 0                                                                     | San Marino                                                                | Qual. Euro 1996                                                           | -                                                                         | All:G. Leoni                                                              |
| 16/11/1994                                                                | Atene                                                                     | Grecia                                                                    | 2 – 0                                                                     | San Marino                                                                | Qual. Euro 1996                                                           | -                                                                         | All:G. Leoni                                                              |
| 14/12/1994                                                                | Helsinki                                                                  | Finlandia                                                                 | 4 – 1                                                                     | San Marino                                                                | Qual. Euro 1996                                                           | Pier Domenico Della Valle                                                 | All:G. Leoni                                                              |
| 29/03/1995                                                                | Serravalle                                                                | San Marino                                                                | 0 – 2                                                                     | Finlandia                                                                 | Qual. Euro 1996                                                           | -                                                                         | All:G. Leoni                                                              |
| 26/04/1995                                                                | Serravalle                                                                | San Marino                                                                | 0 – 2                                                                     | Scozia                                                                    | Qual. Euro 1996                                                           | -                                                                         | All:G. Leoni                                                              |
| 26/05/1995                                                                | Toftir                                                                    | Fær Øer                                                                   | 3 – 0                                                                     | San Marino                                                                | Qual. Euro 1996                                                           | -                                                                         | All:G. Leoni                                                              |
| 07/06/1995                                                                | Serravalle                                                                | San Marino                                                                | 0 – 7                                                                     | Russia                                                                    | Qual. Euro 1996                                                           | -                                                                         | All:G. Leoni                                                              |
| 06/09/1995                                                                | Serravalle                                                                | San Marino                                                                | 0 – 4                                                                     | Grecia                                                                    | Qual. Euro 1996                                                           | -                                                                         | All:G. Leoni                                                              |
| 11/10/1995                                                                | Serravalle                                                                | San Marino                                                                | 1 – 3                                                                     | Fær Øer                                                                   | Qual. Euro 1996                                                           | Mauro Valentini                                                           | All:G. Leoni                                                              |
| 15/11/1995                                                                | Glasgow                                                                   | Scozia                                                                    | 5 – 0                                                                     | San Marino                                                                | Qual. Euro 1996                                                           | -                                                                         | All:G. Leoni                                                              |
| 02/06/1996                                                                | Serravalle                                                                | San Marino                                                                | 0 – 5                                                                     | Galles                                                                    | Qual. Mondiali 1998                                                       | -                                                                         | All:M. Bonini                                                             |
| 31/08/1996                                                                | Cardiff                                                                   | Galles                                                                    | 6 – 0                                                                     | San Marino                                                                | Qual. Mondiali 1998                                                       | -                                                                         | All:M. Bonini                                                             |
| 09/10/1996                                                                | Serravalle                                                                | San Marino                                                                | 0 – 3                                                                     | Belgio                                                                    | Qual. Mondiali 1998                                                       | -                                                                         | All:M. Bonini                                                             |
| 10/11/1996                                                                | Istanbul                                                                  | Turchia                                                                   | 7 – 0                                                                     | San Marino                                                                | Qual. Mondiali 1998                                                       | -                                                                         | All:M. Bonini                                                             |
| 29/03/1997                                                                | Amsterdam                                                                 | Paesi Bassi                                                               | 4 – 0                                                                     | San Marino                                                                | Qual. Mondiali 1998                                                       | -                                                                         | All:M. Bonini                                                             |
| 30/04/1997                                                                | Serravalle                                                                | San Marino                                                                | 0 – 7                                                                     | Paesi Bassi                                                               | Qual. Mondiali 1998                                                       | -                                                                         | All:M. Bonini                                                             |
| 07/06/1997                                                                | Bruxelles                                                                 | Belgio                                                                    | 6 – 0                                                                     | San Marino                                                                | Qual. Mondiali 1998                                                       | -                                                                         | All:M. Bonini                                                             |
| 10/09/1997                                                                | Serravalle                                                                | San Marino                                                                | 0 – 5                                                                     | Turchia                                                                   | Qual. Mondiali 1998                                                       | -                                                                         | All:M. Bonini                                                             |
| 10/10/1998                                                                | Serravalle                                                                | San Marino                                                                | 0 – 5                                                                     | Israele                                                                   | Qual. Euro 2000                                                           | -                                                                         | All:G. Mazza                                                              |
| 14/10/1998                                                                | Serravalle                                                                | San Marino                                                                | 1 – 4                                                                     | Austria                                                                   | Qual. Euro 2000                                                           | Andy Selva                                                                | All:G. Mazza                                                              |
| 18/11/1998                                                                | Serravalle                                                                | San Marino                                                                | 0 – 1                                                                     | Cipro                                                                     | Qual. Euro 2000                                                           | -                                                                         | All:G. Mazza                                                              |
| 10/02/1999                                                                | Limassol                                                                  | Cipro                                                                     | 4 – 0                                                                     | San Marino                                                                | Qual. Euro 2000                                                           | -                                                                         | All:G. Mazza                                                              |
| 31/03/1999                                                                | Serravalle                                                                | San Marino                                                                | 0 – 7                                                                     | Spagna                                                                    | Qual. Euro 2000                                                           | -                                                                         | All:G. Mazza                                                              |
| 29/04/1999                                                                | Graz                                                                      | Austria                                                                   | 7 – 0                                                                     | San Marino                                                                | Qual. Euro 2000                                                           | -                                                                         | All:G. Mazza                                                              |
| 05/06/1999                                                                | Villarreal                                                                | Spagna                                                                    | 9 – 0                                                                     | San Marino                                                                | Qual. Euro 2000                                                           | -                                                                         | All:G. Mazza                                                              |
| 08/09/1999                                                                | Tel Aviv                                                                  | Israele                                                                   | 8 – 0                                                                     | San Marino                                                                | Qual. Euro 2000                                                           | -                                                                         | All:G. Mazza                                                              |
| Totale                                                                    |                                                                           | Presenze                                                                  | 45                                                                        |                                                                           | Reti                                                                      | 6                                                                         |                                                                           |

## Partite dal 2000 al 2009
| Cronologia completa delle presenze e delle reti in nazionale ― San Marino | Cronologia completa delle presenze e delle reti in nazionale ― San Marino | Cronologia completa delle presenze e delle reti in nazionale ― San Marino | Cronologia completa delle presenze e delle reti in nazionale ― San Marino | Cronologia completa delle presenze e delle reti in nazionale ― San Marino | Cronologia completa delle presenze e delle reti in nazionale ― San Marino | Cronologia completa delle presenze e delle reti in nazionale ― San Marino | Cronologia completa delle presenze e delle reti in nazionale ― San Marino |
| Data                                                                      | Città                                                                     | In casa                                                                   | Risultato                                                                 | Ospiti                                                                    | Competizione                                                              | Reti                                                                      | Note                                                                      |
| ------------------------------------------------------------------------- | ------------------------------------------------------------------------- | ------------------------------------------------------------------------- | ------------------------------------------------------------------------- | ------------------------------------------------------------------------- | ------------------------------------------------------------------------- | ------------------------------------------------------------------------- | ------------------------------------------------------------------------- |
| 26/04/2000                                                                | Serravalle                                                                | San Marino                                                                | 0 – 1                                                                     | Moldavia                                                                  | Amichevole                                                                | -                                                                         | All:G. Mazza                                                              |
| 07/10/2000                                                                | Serravalle                                                                | San Marino                                                                | 0 – 2                                                                     | Scozia                                                                    | Qual. Mondiali 2002                                                       | -                                                                         | All:G. Mazza                                                              |
| 15/11/2000                                                                | Serravalle                                                                | San Marino                                                                | 0 – 1                                                                     | Lettonia                                                                  | Qual. Mondiali 2002                                                       | -                                                                         | All:G. Mazza                                                              |
| 28/02/2001                                                                | Bruxelles                                                                 | Belgio                                                                    | 10 – 1                                                                    | San Marino                                                                | Qual. Mondiali 2002                                                       | Andy Selva                                                                | All:G. Mazza                                                              |
| 28/03/2001                                                                | Glasgow                                                                   | Scozia                                                                    | 4 – 0                                                                     | San Marino                                                                | Qual. Mondiali 2002                                                       | -                                                                         | All:G. Mazza                                                              |
| 25/04/2001                                                                | Riga                                                                      | Lettonia                                                                  | 1 – 1                                                                     | San Marino                                                                | Qual. Mondiali 2002                                                       | Nicola Albani                                                             | All:G. Mazza                                                              |
| 02/06/2001                                                                | Varaždin                                                                  | Croazia                                                                   | 4 – 0                                                                     | San Marino                                                                | Qual. Mondiali 2002                                                       | -                                                                         | All:G. Mazza                                                              |
| 06/06/2001                                                                | Serravalle                                                                | San Marino                                                                | 1 – 4                                                                     | Belgio                                                                    | Qual. Mondiali 2002                                                       | Andy Selva                                                                | All:G. Mazza                                                              |
| 05/09/2001                                                                | Serravalle                                                                | San Marino                                                                | 0 – 4                                                                     | Croazia                                                                   | Qual. Mondiali 2002                                                       | -                                                                         | All:G. Mazza                                                              |
| 21/05/2002                                                                | Serravalle                                                                | San Marino                                                                | 0 – 1                                                                     | Estonia                                                                   | Amichevole                                                                | -                                                                         | All:G. Mazza                                                              |
| 07/09/2002                                                                | Serravalle                                                                | San Marino                                                                | 0 – 2                                                                     | Polonia                                                                   | Qual. Euro 2004                                                           | -                                                                         | All:G. Mazza                                                              |
| 16/10/2002                                                                | Budapest                                                                  | Ungheria                                                                  | 3 – 0                                                                     | San Marino                                                                | Qual. Euro 2004                                                           | -                                                                         | All:G. Mazza                                                              |
| 20/10/2002                                                                | Serravalle                                                                | San Marino                                                                | 0 – 1                                                                     | Lettonia                                                                  | Qual. Euro 2004                                                           | -                                                                         | All:G. Mazza                                                              |
| 02/04/2003                                                                | Wodzisław Śląski                                                          | Polonia                                                                   | 5 – 0                                                                     | San Marino                                                                | Qual. Euro 2004                                                           | -                                                                         | All:G. Mazza                                                              |
| 30/04/2003                                                                | Riga                                                                      | Lettonia                                                                  | 3 – 0                                                                     | San Marino                                                                | Qual. Euro 2004                                                           | -                                                                         | All:G. Mazza                                                              |
| 07/06/2003                                                                | Serravalle                                                                | San Marino                                                                | 0 – 6                                                                     | Svezia                                                                    | Qual. Euro 2004                                                           | -                                                                         | All:G. Mazza                                                              |
| 11/06/2003                                                                | Serravalle                                                                | San Marino                                                                | 0 – 5                                                                     | Ungheria                                                                  | Qual. Euro 2004                                                           | -                                                                         | All:G. Mazza                                                              |
| 20/08/2003                                                                | Vaduz                                                                     | Liechtenstein                                                             | 2 – 2                                                                     | San Marino                                                                | Amichevole                                                                | Nicola Ciacci Alex Gasperoni                                              | All:G. Mazza                                                              |
| 06/09/2003                                                                | Göteborg                                                                  | Svezia                                                                    | 5 – 0                                                                     | San Marino                                                                | Qual. Euro 2004                                                           | -                                                                         | All:G. Mazza                                                              |
| 28/04/2004                                                                | Serravalle                                                                | San Marino                                                                | 1 – 0                                                                     | Liechtenstein                                                             | Amichevole                                                                | Andy Selva                                                                | All:G. Mazza                                                              |
| 04/09/2004                                                                | Serravalle                                                                | San Marino                                                                | 0 – 3                                                                     | Serbia e Montenegro                                                       | Qual. Mondiali 2006                                                       | -                                                                         | All:G. Mazza                                                              |
| 08/09/2004                                                                | Kaunas                                                                    | Lituania                                                                  | 4 – 0                                                                     | San Marino                                                                | Qual. Mondiali 2006                                                       | -                                                                         | All:G. Mazza                                                              |
| 13/10/2004                                                                | Belgrado                                                                  | Serbia e Montenegro                                                       | 5 – 0                                                                     | San Marino                                                                | Qual. Mondiali 2006                                                       | -                                                                         | All:G. Mazza                                                              |
| 17/11/2004                                                                | Serravalle                                                                | San Marino                                                                | 0 – 1                                                                     | Lituania                                                                  | Qual. Mondiali 2006                                                       | -                                                                         | All:G. Mazza                                                              |
| 09/02/2005                                                                | Almeria                                                                   | Spagna                                                                    | 5 – 0                                                                     | San Marino                                                                | Qual. Mondiali 2006                                                       | -                                                                         | All:G. Mazza                                                              |
| 30/03/2005                                                                | Serravalle                                                                | San Marino                                                                | 1 – 2                                                                     | Belgio                                                                    | Qual. Mondiali 2006                                                       | Andy Selva                                                                | All:G. Mazza                                                              |
| 04/06/2005                                                                | Serravalle                                                                | San Marino                                                                | 1 – 3                                                                     | Bosnia ed Erzegovina                                                      | Qual. Mondiali 2006                                                       | Andy Selva                                                                | All:G. Mazza                                                              |
| 07/09/2005                                                                | Anversa                                                                   | Belgio                                                                    | 8 – 0                                                                     | San Marino                                                                | Qual. Mondiali 2006                                                       | -                                                                         | All:G. Mazza                                                              |
| 08/10/2005                                                                | Zenica                                                                    | Bosnia ed Erzegovina                                                      | 3 – 0                                                                     | San Marino                                                                | Qual. Mondiali 2006                                                       | -                                                                         | All:G. Mazza                                                              |
| 12/10/2005                                                                | Serravalle                                                                | San Marino                                                                | 0 – 6                                                                     | Spagna                                                                    | Qual. Mondiali 2006                                                       | -                                                                         | All:G. Mazza                                                              |
| 16/08/2006                                                                | Serravalle                                                                | San Marino                                                                | 0 – 3                                                                     | Albania                                                                   | Amichevole                                                                | -                                                                         | All:G. Mazza                                                              |
| 06/09/2006                                                                | Serravalle                                                                | San Marino                                                                | 0 – 13                                                                    | Germania                                                                  | Qual. Euro 2008                                                           | -                                                                         | All:G. Mazza                                                              |
| 07/10/2006                                                                | Liberec                                                                   | Rep. Ceca                                                                 | 7 – 0                                                                     | San Marino                                                                | Qual. Euro 2008                                                           | -                                                                         | All:G. Mazza                                                              |
| 15/11/2006                                                                | Dublino                                                                   | Irlanda                                                                   | 5 – 0                                                                     | San Marino                                                                | Qual. Euro 2008                                                           | -                                                                         | All:G. Mazza                                                              |
| 07/02/2007                                                                | Serravalle                                                                | San Marino                                                                | 1 – 2                                                                     | Irlanda                                                                   | Qual. Euro 2008                                                           | Manuel Marani                                                             | All:G. Mazza                                                              |
| 28/03/2007                                                                | Cardiff                                                                   | Galles                                                                    | 3 – 0                                                                     | San Marino                                                                | Qual. Euro 2008                                                           | -                                                                         | All:G. Mazza                                                              |
| 02/06/2007                                                                | Norimberga                                                                | Germania                                                                  | 6 – 0                                                                     | San Marino                                                                | Qual. Euro 2008                                                           | -                                                                         | All:G. Mazza                                                              |
| 22/08/2007                                                                | Serravalle                                                                | San Marino                                                                | 0 – 1                                                                     | Cipro                                                                     | Qual. Euro 2008                                                           | -                                                                         | All:G. Mazza                                                              |
| 08/09/2007                                                                | Serravalle                                                                | San Marino                                                                | 0 – 3                                                                     | Rep. Ceca                                                                 | Qual. Euro 2008                                                           | -                                                                         | All:G. Mazza                                                              |
| 12/09/2007                                                                | Nicosia                                                                   | Cipro                                                                     | 3 – 0                                                                     | San Marino                                                                | Qual. Euro 2008                                                           | -                                                                         | All:G. Mazza                                                              |
| 13/10/2007                                                                | Dubnica nad Váhom                                                         | Slovacchia                                                                | 7 – 0                                                                     | San Marino                                                                | Qual. Euro 2008                                                           | -                                                                         | All:G. Mazza                                                              |
| 17/10/2007                                                                | Serravalle                                                                | San Marino                                                                | 1 – 2                                                                     | Galles                                                                    | Qual. Euro 2008                                                           | Andy Selva                                                                | All:G. Mazza                                                              |
| 21/11/2007                                                                | Serravalle                                                                | San Marino                                                                | 0 – 5                                                                     | Slovacchia                                                                | Qual. Euro 2008                                                           | -                                                                         | All:G. Mazza                                                              |
| 10/09/2008                                                                | Serravalle                                                                | San Marino                                                                | 0 – 2                                                                     | Polonia                                                                   | Qual. Mondiali 2010                                                       | -                                                                         | All:G. Mazza                                                              |
| 11/10/2008                                                                | Serravalle                                                                | San Marino                                                                | 1 – 3                                                                     | Slovacchia                                                                | Qual. Mondiali 2010                                                       | Andy Selva                                                                | All:G. Mazza                                                              |
| 15/10/2008                                                                | Belfast                                                                   | Irlanda del Nord                                                          | 4 – 0                                                                     | San Marino                                                                | Qual. Mondiali 2010                                                       | -                                                                         | All:G. Mazza                                                              |
| 19/11/2008                                                                | Serravalle                                                                | San Marino                                                                | 0 – 3                                                                     | Rep. Ceca                                                                 | Qual. Mondiali 2010                                                       | -                                                                         | All:G. Mazza                                                              |
| 11/02/2009                                                                | Serravalle                                                                | San Marino                                                                | 0 – 3                                                                     | Irlanda del Nord                                                          | Qual. Mondiali 2010                                                       | -                                                                         | All:G. Mazza                                                              |
| 01/04/2009                                                                | Kielce                                                                    | Polonia                                                                   | 10 – 0                                                                    | San Marino                                                                | Qual. Mondiali 2010                                                       | -                                                                         | All:G. Mazza                                                              |
| 06/06/2009                                                                | Bratislava                                                                | Slovacchia                                                                | 7 – 0                                                                     | San Marino                                                                | Qual. Mondiali 2010                                                       | -                                                                         | All:G. Mazza                                                              |
| 19/08/2009                                                                | Maribor                                                                   | Slovenia                                                                  | 5 – 0                                                                     | San Marino                                                                | Qual. Mondiali 2010                                                       | -                                                                         | All:G. Mazza                                                              |
| 09/09/2009                                                                | Uherské Hradiště                                                          | Rep. Ceca                                                                 | 7 – 0                                                                     | San Marino                                                                | Qual. Mondiali 2010                                                       | -                                                                         | All:G. Mazza                                                              |
| 14/10/2009                                                                | Serravalle                                                                | San Marino                                                                | 0 – 3                                                                     | Slovenia                                                                  | Qual. Mondiali 2010                                                       | -                                                                         | All:G. Mazza                                                              |
| Totale                                                                    |                                                                           | Presenze                                                                  | 53                                                                        |                                                                           | Reti                                                                      | 11                                                                        |                                                                           |

## Partite dal 2010 al 2019
| Cronologia completa delle presenze e delle reti in nazionale ― San Marino | Cronologia completa delle presenze e delle reti in nazionale ― San Marino | Cronologia completa delle presenze e delle reti in nazionale ― San Marino | Cronologia completa delle presenze e delle reti in nazionale ― San Marino | Cronologia completa delle presenze e delle reti in nazionale ― San Marino | Cronologia completa delle presenze e delle reti in nazionale ― San Marino | Cronologia completa delle presenze e delle reti in nazionale ― San Marino | Cronologia completa delle presenze e delle reti in nazionale ― San Marino |
| Data                                                                      | Città                                                                     | In casa                                                                   | Risultato                                                                 | Ospiti                                                                    | Competizione                                                              | Reti                                                                      | Note                                                                      |
| ------------------------------------------------------------------------- | ------------------------------------------------------------------------- | ------------------------------------------------------------------------- | ------------------------------------------------------------------------- | ------------------------------------------------------------------------- | ------------------------------------------------------------------------- | ------------------------------------------------------------------------- | ------------------------------------------------------------------------- |
| 03/09/2010                                                                | Serravalle                                                                | San Marino                                                                | 0 – 5                                                                     | Paesi Bassi                                                               | Qual. Euro 2012                                                           | -                                                                         | All:G. Mazza                                                              |
| 07/09/2010                                                                | Malmö                                                                     | Svezia                                                                    | 6 – 0                                                                     | San Marino                                                                | Qual. Euro 2012                                                           | -                                                                         | All:G. Mazza                                                              |
| 08/10/2010                                                                | Budapest                                                                  | Ungheria                                                                  | 8 – 0                                                                     | San Marino                                                                | Qual. Euro 2012                                                           | -                                                                         | All:G. Mazza                                                              |
| 12/10/2010                                                                | Serravalle                                                                | San Marino                                                                | 0 – 2                                                                     | Moldavia                                                                  | Qual. Euro 2012                                                           | -                                                                         | All:G. Mazza                                                              |
| 17/11/2010                                                                | Helsinki                                                                  | Finlandia                                                                 | 8 – 0                                                                     | San Marino                                                                | Qual. Euro 2012                                                           | -                                                                         | All:G. Mazza                                                              |
| 09/02/2011                                                                | Serravalle                                                                | San Marino                                                                | 0 – 1                                                                     | Liechtenstein                                                             | Amichevole                                                                | -                                                                         | All:G. Mazza                                                              |
| 03/06/2011                                                                | Serravalle                                                                | San Marino                                                                | 0 – 1                                                                     | Finlandia                                                                 | Qual. Euro 2012                                                           | -                                                                         | All:G. Mazza                                                              |
| 07/06/2011                                                                | Serravalle                                                                | San Marino                                                                | 0 – 3                                                                     | Ungheria                                                                  | Qual. Euro 2012                                                           | -                                                                         | All:G. Mazza                                                              |
| 10/08/2011                                                                | Serravalle                                                                | San Marino                                                                | 0 – 1                                                                     | Romania                                                                   | Amichevole                                                                | -                                                                         | All:G. Mazza                                                              |
| 02/09/2011                                                                | Amsterdam                                                                 | Paesi Bassi                                                               | 11 – 0                                                                    | San Marino                                                                | Qual. Euro 2012                                                           | -                                                                         | All:G. Mazza                                                              |
| 06/09/2011                                                                | Serravalle                                                                | San Marino                                                                | 0 – 5                                                                     | Svezia                                                                    | Qual. Euro 2012                                                           | -                                                                         | All:G. Mazza                                                              |
| 11/10/2011                                                                | Chișinău                                                                  | Moldavia                                                                  | 4 – 0                                                                     | San Marino                                                                | Qual. Euro 2012                                                           | -                                                                         | All:G. Mazza                                                              |
| 14/08/2012                                                                | Serravalle                                                                | San Marino                                                                | 2 – 3                                                                     | Malta                                                                     | Amichevole                                                                | Manuel Marani Danilo Rinaldi                                              | All:G. Mazza                                                              |
| 11/09/2012                                                                | Serravalle                                                                | San Marino                                                                | 0 – 6                                                                     | Montenegro                                                                | Qual. Mondiali 2014                                                       | -                                                                         | All:G. Mazza                                                              |
| 12/10/2012                                                                | Londra                                                                    | Inghilterra                                                               | 5 – 0                                                                     | San Marino                                                                | Qual. Mondiali 2014                                                       | -                                                                         | All:G. Mazza                                                              |
| 16/10/2012                                                                | Serravalle                                                                | San Marino                                                                | 0 – 2                                                                     | Moldavia                                                                  | Qual. Mondiali 2014                                                       | -                                                                         | All:G. Mazza                                                              |
| 14/11/2012                                                                | Podgorica                                                                 | Montenegro                                                                | 3 – 0                                                                     | San Marino                                                                | Qual. Mondiali 2014                                                       | -                                                                         | All:G. Mazza                                                              |
| 22/03/2013                                                                | Serravalle                                                                | San Marino                                                                | 0 – 8                                                                     | Inghilterra                                                               | Qual. Mondiali 2014                                                       | -                                                                         | All:G. Mazza                                                              |
| 26/03/2013                                                                | Varsavia                                                                  | Polonia                                                                   | 5 – 0                                                                     | San Marino                                                                | Qual. Mondiali 2014                                                       | -                                                                         | All:G. Mazza                                                              |
| 31/05/2013                                                                | Bologna                                                                   | Italia                                                                    | 4 – 0                                                                     | San Marino                                                                | Amichevole                                                                | -                                                                         | All:G. Mazza                                                              |
| 06/09/2013                                                                | Leopoli                                                                   | Ucraina                                                                   | 9 – 0                                                                     | San Marino                                                                | Qual. Mondiali 2014                                                       | -                                                                         | All:G. Mazza                                                              |
| 10/09/2013                                                                | Serravalle                                                                | San Marino                                                                | 1 – 5                                                                     | Polonia                                                                   | Qual. Mondiali 2014                                                       | Alessandro Della Valle                                                    | All:G. Mazza                                                              |
| 11/10/2013                                                                | Chișinău                                                                  | Moldavia                                                                  | 3 – 0                                                                     | San Marino                                                                | Qual. Mondiali 2014                                                       | -                                                                         | All:G. Mazza                                                              |
| 15/10/2013                                                                | Serravalle                                                                | San Marino                                                                | 0 – 8                                                                     | Ucraina                                                                   | Qual. Mondiali 2014                                                       | -                                                                         | All:G. Mazza                                                              |
| 08/06/2014                                                                | Serravalle                                                                | San Marino                                                                | 0 – 3                                                                     | Albania                                                                   | Amichevole                                                                | -                                                                         | All:P. Manzaroli                                                          |
| 08/09/2014                                                                | Serravalle                                                                | San Marino                                                                | 0 – 2                                                                     | Lituania                                                                  | Qual. Euro 2016                                                           | -                                                                         | All:P. Manzaroli                                                          |
| 09/10/2014                                                                | Londra                                                                    | Inghilterra                                                               | 5 – 0                                                                     | San Marino                                                                | Qual. Euro 2016                                                           | -                                                                         | All:P. Manzaroli                                                          |
| 14/10/2014                                                                | Serravalle                                                                | San Marino                                                                | 0 – 4                                                                     | Svizzera                                                                  | Qual. Euro 2016                                                           | -                                                                         | All:P. Manzaroli                                                          |
| 15/11/2014                                                                | Serravalle                                                                | San Marino                                                                | 0 – 0                                                                     | Estonia                                                                   | Qual. Euro 2016                                                           | -                                                                         | All:P. Manzaroli                                                          |
| 27/03/2015                                                                | Lubiana                                                                   | Slovenia                                                                  | 6 – 0                                                                     | San Marino                                                                | Qual. Euro 2016                                                           | -                                                                         | All:P. Manzaroli                                                          |
| 31/03/2015                                                                | Eschen                                                                    | Liechtenstein                                                             | 1 – 0                                                                     | San Marino                                                                | Amichevole                                                                | -                                                                         | All:P. Manzaroli                                                          |
| 14/06/2015                                                                | Tallinn                                                                   | Estonia                                                                   | 2 – 0                                                                     | San Marino                                                                | Qual. Euro 2016                                                           | -                                                                         | All:P. Manzaroli                                                          |
| 05/09/2015                                                                | Serravalle                                                                | San Marino                                                                | 0 – 6                                                                     | Inghilterra                                                               | Qual. Euro 2016                                                           | -                                                                         | All:P. Manzaroli                                                          |
| 08/09/2015                                                                | Vilnius                                                                   | Lituania                                                                  | 2 – 1                                                                     | San Marino                                                                | Qual. Euro 2016                                                           | Matteo Vitaioli                                                           | All:P. Manzaroli                                                          |
| 09/10/2015                                                                | San Gallo                                                                 | Svizzera                                                                  | 7 – 0                                                                     | San Marino                                                                | Qual. Euro 2016                                                           | -                                                                         | All:P. Manzaroli                                                          |
| 12/10/2015                                                                | Serravalle                                                                | San Marino                                                                | 0 – 2                                                                     | Slovenia                                                                  | Qual. Euro 2016                                                           | -                                                                         | All:P. Manzaroli                                                          |
| 04/06/2016                                                                | Fiume                                                                     | Croazia                                                                   | 10 – 0                                                                    | San Marino                                                                | Amichevole                                                                | -                                                                         | All:P. Manzaroli                                                          |
| 04/09/2016                                                                | Serravalle                                                                | San Marino                                                                | 0 – 1                                                                     | Azerbaigian                                                               | Qual. Mondiali 2018                                                       | -                                                                         | All:P. Manzaroli                                                          |
| 08/10/2016                                                                | Belfast                                                                   | Irlanda del Nord                                                          | 4 – 0                                                                     | San Marino                                                                | Qual. Mondiali 2018                                                       | -                                                                         | All:P. Manzaroli                                                          |
| 11/10/2016                                                                | Oslo                                                                      | Norvegia                                                                  | 4 – 1                                                                     | San Marino                                                                | Qual. Mondiali 2018                                                       | Mattia Stefanelli                                                         | All:P. Manzaroli                                                          |
| 11/11/2016                                                                | Serravalle                                                                | San Marino                                                                | 0 – 8                                                                     | Germania                                                                  | Qual. Mondiali 2018                                                       | -                                                                         | All:P. Manzaroli                                                          |
| 22/02/2017                                                                | Serravalle                                                                | San Marino                                                                | 0 – 2                                                                     | Andorra                                                                   | Amichevole                                                                | -                                                                         | All:P. Manzaroli                                                          |
| 19/03/2017                                                                | Serravalle                                                                | San Marino                                                                | 0 – 2                                                                     | Moldavia                                                                  | Amichevole                                                                | -                                                                         | All:P. Manzaroli                                                          |
| 26/03/2017                                                                | Serravalle                                                                | San Marino                                                                | 0 – 6                                                                     | Rep. Ceca                                                                 | Qual. Mondiali 2018                                                       | -                                                                         | All:P. Manzaroli                                                          |
| 10/06/2017                                                                | Norimberga                                                                | Germania                                                                  | 7 – 0                                                                     | San Marino                                                                | Qual. Mondiali 2018                                                       | -                                                                         | All:P. Manzaroli                                                          |
| 01/09/2017                                                                | Serravalle                                                                | San Marino                                                                | 0 – 3                                                                     | Irlanda del Nord                                                          | Qual. Mondiali 2018                                                       | -                                                                         | All:P. Manzaroli                                                          |
| 04/09/2017                                                                | Baku                                                                      | Azerbaigian                                                               | 5 – 1                                                                     | San Marino                                                                | Qual. Mondiali 2018                                                       | Mirko Palazzi                                                             | All:P. Manzaroli                                                          |
| 05/10/2017                                                                | Serravalle                                                                | San Marino                                                                | 0 – 8                                                                     | Norvegia                                                                  | Qual. Mondiali 2018                                                       | -                                                                         | All:P. Manzaroli                                                          |
| 08/10/2017                                                                | Plzeň                                                                     | Rep. Ceca                                                                 | 5 – 0                                                                     | San Marino                                                                | Qual. Mondiali 2018                                                       | -                                                                         | All:P. Manzaroli                                                          |
| 08/09/2018                                                                | Minsk                                                                     | Bielorussia                                                               | 5 – 0                                                                     | San Marino                                                                | Nations League - 1º Turno                                                 | -                                                                         | All:F. Varrella                                                           |
| 11/09/2018                                                                | Serravalle                                                                | San Marino                                                                | 0 – 3                                                                     | Lussemburgo                                                               | Nations League - 1º Turno                                                 | -                                                                         | All:F. Varrella                                                           |
| 12/10/2018                                                                | Chișinău                                                                  | Moldavia                                                                  | 2 – 0                                                                     | San Marino                                                                | Nations League - 1º Turno                                                 | -                                                                         | All:F. Varrella                                                           |
| 15/10/2018                                                                | Lussemburgo                                                               | Lussemburgo                                                               | 3 – 0                                                                     | San Marino                                                                | Nations League - 1º Turno                                                 | -                                                                         | All:F. Varrella                                                           |
| 15/11/2018                                                                | Serravalle                                                                | San Marino                                                                | 0 – 1                                                                     | Moldavia                                                                  | Nations League - 1º Turno                                                 | -                                                                         | All:F. Varrella                                                           |
| 18/11/2018                                                                | Serravalle                                                                | San Marino                                                                | 0 – 2                                                                     | Bielorussia                                                               | Nations League - 1º Turno                                                 | -                                                                         | All:F. Varrella                                                           |
| 21/03/2019                                                                | Nicosia                                                                   | Cipro                                                                     | 5 – 0                                                                     | San Marino                                                                | Qual. Euro 2020                                                           | -                                                                         | All:F. Varrella                                                           |
| 24/03/2019                                                                | Serravalle                                                                | San Marino                                                                | 0 – 2                                                                     | Scozia                                                                    | Qual. Euro 2020                                                           | -                                                                         | All:F. Varrella                                                           |
| 08/06/2019                                                                | Saransk                                                                   | Russia                                                                    | 9 – 0                                                                     | San Marino                                                                | Qual. Euro 2020                                                           | -                                                                         | All:F. Varrella                                                           |
| 11/06/2019                                                                | Astana                                                                    | Kazakistan                                                                | 4 – 0                                                                     | San Marino                                                                | Qual. Euro 2020                                                           | -                                                                         | All:F. Varrella                                                           |
| 06/09/2019                                                                | Serravalle                                                                | San Marino                                                                | 0 – 4                                                                     | Belgio                                                                    | Qual. Euro 2020                                                           | -                                                                         | All:F. Varrella                                                           |
| 09/09/2019                                                                | Serravalle                                                                | San Marino                                                                | 0 – 4                                                                     | Cipro                                                                     | Qual. Euro 2020                                                           | -                                                                         | All:F. Varrella                                                           |
| 10/10/2019                                                                | Bruxelles                                                                 | Belgio                                                                    | 9 – 0                                                                     | San Marino                                                                | Qual. Euro 2020                                                           | -                                                                         | All:F. Varrella                                                           |
| 13/10/2019                                                                | Glasgow                                                                   | Scozia                                                                    | 6 – 0                                                                     | San Marino                                                                | Qual. Euro 2020                                                           | -                                                                         | All:F. Varrella                                                           |
| 16/11/2019                                                                | Serravalle                                                                | San Marino                                                                | 1 – 3                                                                     | Kazakistan                                                                | Qual. Euro 2020                                                           | Filippo Berardi                                                           | All:F. Varrella                                                           |
| 19/11/2019                                                                | Serravalle                                                                | San Marino                                                                | 0 – 5                                                                     | Russia                                                                    | Qual. Euro 2020                                                           | -                                                                         | All:F. Varrella                                                           |
| Totale                                                                    |                                                                           | Presenze                                                                  | 65                                                                        |                                                                           | Reti                                                                      | 7                                                                         |                                                                           |

## Partite dal 2020 a oggi
| Cronologia completa delle presenze e delle reti in nazionale ― San Marino | Cronologia completa delle presenze e delle reti in nazionale ― San Marino | Cronologia completa delle presenze e delle reti in nazionale ― San Marino | Cronologia completa delle presenze e delle reti in nazionale ― San Marino | Cronologia completa delle presenze e delle reti in nazionale ― San Marino | Cronologia completa delle presenze e delle reti in nazionale ― San Marino | Cronologia completa delle presenze e delle reti in nazionale ― San Marino | Cronologia completa delle presenze e delle reti in nazionale ― San Marino |
| Data                                                                      | Città                                                                     | In casa                                                                   | Risultato                                                                 | Ospiti                                                                    | Competizione                                                              | Reti                                                                      | Note                                                                      |
| ------------------------------------------------------------------------- | ------------------------------------------------------------------------- | ------------------------------------------------------------------------- | ------------------------------------------------------------------------- | ------------------------------------------------------------------------- | ------------------------------------------------------------------------- | ------------------------------------------------------------------------- | ------------------------------------------------------------------------- |
| 05/09/2020                                                                | Gibilterra                                                                | Gibilterra                                                                | 1 – 0                                                                     | San Marino                                                                | Nations League - 1º Turno                                                 | -                                                                         | All:F. Varrella                                                           |
| 08/09/2020                                                                | Rimini                                                                    | San Marino                                                                | 0 – 2                                                                     | Liechtenstein                                                             | Nations League - 1º Turno                                                 | -                                                                         | All:F. Varrella                                                           |
| 07/10/2020                                                                | Lubiana                                                                   | Slovenia                                                                  | 4 – 0                                                                     | San Marino                                                                | Amichevole                                                                | -                                                                         | All:F. Varrella                                                           |
| 13/10/2020                                                                | Vaduz                                                                     | Liechtenstein                                                             | 0 – 0                                                                     | San Marino                                                                | Nations League - 1º Turno                                                 | -                                                                         | All:F. Varrella                                                           |
| 11/11/2020                                                                | Serravalle                                                                | San Marino                                                                | 0 – 3                                                                     | Lettonia                                                                  | Amichevole                                                                | -                                                                         | All:F. Varrella                                                           |
| 14/11/2020                                                                | Serravalle                                                                | San Marino                                                                | 0 – 0                                                                     | Gibilterra                                                                | Nations League - 1º Turno                                                 | -                                                                         | All:F. Varrella                                                           |
| 25/03/2021                                                                | Londra                                                                    | Inghilterra                                                               | 5 – 0                                                                     | San Marino                                                                | Qual. Mondiali 2022                                                       | -                                                                         | All:F. Varrella                                                           |
| 28/03/2021                                                                | Serravalle                                                                | San Marino                                                                | 0 – 3                                                                     | Ungheria                                                                  | Qual. Mondiali 2022                                                       | -                                                                         | All:F. Varrella                                                           |
| 31/03/2021                                                                | Serravalle                                                                | San Marino                                                                | 0 – 2                                                                     | Albania                                                                   | Qual. Mondiali 2022                                                       | -                                                                         | All:F. Varrella                                                           |
| 28/05/2021                                                                | Cagliari                                                                  | Italia                                                                    | 7 – 0                                                                     | San Marino                                                                | Amichevole                                                                | -                                                                         | All:F. Varrella                                                           |
| 01/06/2021                                                                | Pristina                                                                  | Kosovo                                                                    | 4 – 1                                                                     | San Marino                                                                | Amichevole                                                                | David Tomassini                                                           | All:F. Varrella                                                           |
| 02/09/2021                                                                | Andorra la Vella                                                          | Andorra                                                                   | 2 – 0                                                                     | San Marino                                                                | Qual. Mondiali 2022                                                       | -                                                                         | All:F. Varrella                                                           |
| 05/09/2021                                                                | Serravalle                                                                | San Marino                                                                | 1 – 7                                                                     | Polonia                                                                   | Qual. Mondiali 2022                                                       | Nicola Nanni                                                              | All:F. Varrella                                                           |
| 08/09/2021                                                                | Tirana                                                                    | Albania                                                                   | 5 – 0                                                                     | San Marino                                                                | Qual. Mondiali 2022                                                       | -                                                                         | All:F. Varrella                                                           |
| 09/10/2021                                                                | Varsavia                                                                  | Polonia                                                                   | 5 – 0                                                                     | San Marino                                                                | Qual. Mondiali 2022                                                       | -                                                                         | All:F. Varrella                                                           |
| 12/10/2021                                                                | Serravalle                                                                | San Marino                                                                | 0 – 3                                                                     | Andorra                                                                   | Qual. Mondiali 2022                                                       | -                                                                         | All:F. Varrella                                                           |
| 12/11/2021                                                                | Budapest                                                                  | Ungheria                                                                  | 4 – 0                                                                     | San Marino                                                                | Qual. Mondiali 2022                                                       | -                                                                         | All:F. Varrella                                                           |
| 15/11/2021                                                                | Serravalle                                                                | San Marino                                                                | 0 – 10                                                                    | Inghilterra                                                               | Qual. Mondiali 2022                                                       | -                                                                         | All:F. Varrella                                                           |
| 25/03/2022                                                                | Serravalle                                                                | San Marino                                                                | 1 – 2                                                                     | Lituania                                                                  | Amichevole                                                                | Filippo Fabbri                                                            | All:F. Costantini                                                         |
| 28/03/2022                                                                | San Pedro del Pinatar                                                     | Capo Verde                                                                | 2 – 0                                                                     | San Marino                                                                | Amichevole                                                                | -                                                                         | All:F. Costantini                                                         |
| 02/06/2022                                                                | Tallinn                                                                   | Estonia                                                                   | 2 – 0                                                                     | San Marino                                                                | Nations League - 1º Turno                                                 | -                                                                         | All:F. Costantini                                                         |
| 05/06/2022                                                                | Serravalle                                                                | San Marino                                                                | 0 – 2                                                                     | Malta                                                                     | Nations League - 1º Turno                                                 | -                                                                         | All:F. Costantini                                                         |
| 09/06/2022                                                                | Serravalle                                                                | San Marino                                                                | 0 – 1                                                                     | Islanda                                                                   | Amichevole                                                                | -                                                                         | All:F. Costantini                                                         |
| 12/06/2022                                                                | La Valletta                                                               | Malta                                                                     | 1 – 0                                                                     | San Marino                                                                | Nations League - 1º Turno                                                 | -                                                                         | All:F. Costantini                                                         |
| 21/09/2022                                                                | Serravalle                                                                | San Marino                                                                | 0 – 0                                                                     | Seychelles                                                                | Amichevole                                                                | -                                                                         | All:F. Costantini                                                         |
| 26/09/2022                                                                | Serravalle                                                                | San Marino                                                                | 0 – 4                                                                     | Estonia                                                                   | Nations League - 1º Turno                                                 | -                                                                         | All:F. Costantini                                                         |
| 17/11/2022                                                                | Gros Islet                                                                | Saint Lucia                                                               | 1 – 1                                                                     | San Marino                                                                | Amichevole                                                                | Lorenzo Lazzari                                                           | All:F. Costantini                                                         |
| 20/11/2022                                                                | Gros Islet                                                                | Saint Lucia                                                               | 1 – 0                                                                     | San Marino                                                                | Amichevole                                                                | -                                                                         | All:F. Costantini                                                         |
| 23/03/2023                                                                | Serravalle                                                                | San Marino                                                                | 0 – 2                                                                     | Irlanda del Nord                                                          | Qual. Euro 2024                                                           | -                                                                         | All:F. Costantini                                                         |
| 26/03/2023                                                                | Lubiana                                                                   | Slovenia                                                                  | 2 – 0                                                                     | San Marino                                                                | Qual. Euro 2024                                                           | -                                                                         | All:F. Costantini                                                         |
| 16/06/2023                                                                | Parma                                                                     | San Marino                                                                | 0 – 3                                                                     | Kazakistan                                                                | Qual. Euro 2024                                                           | -                                                                         | All:F. Costantini                                                         |
| 19/06/2023                                                                | Helsinki                                                                  | Finlandia                                                                 | 6 – 0                                                                     | San Marino                                                                | Qual. Euro 2024                                                           | -                                                                         | All:F. Costantini                                                         |
| 07/09/2023                                                                | Copenaghen                                                                | Danimarca                                                                 | 4 – 0                                                                     | San Marino                                                                | Qual. Euro 2024                                                           | -                                                                         | All:F. Costantini                                                         |
| 10/09/2023                                                                | Serravalle                                                                | San Marino                                                                | 0 – 4                                                                     | Slovenia                                                                  | Qual. Euro 2024                                                           | -                                                                         | All:F. Costantini                                                         |
| 14/10/2023                                                                | Belfast                                                                   | Irlanda del Nord                                                          | 3 – 0                                                                     | San Marino                                                                | Qual. Euro 2024                                                           | -                                                                         | All:F. Costantini                                                         |
| 17/10/2023                                                                | Serravalle                                                                | San Marino                                                                | 1 – 2                                                                     | Danimarca                                                                 | Qual. Euro 2024                                                           | Alessandro Golinucci                                                      | All:F. Costantini                                                         |
| 17/11/2023                                                                | Astana                                                                    | Kazakistan                                                                | 3 – 1                                                                     | San Marino                                                                | Qual. Euro 2024                                                           | Simone Franciosi                                                          | All:F. Costantini                                                         |
| 20/11/2023                                                                | Serravalle                                                                | San Marino                                                                | 1 – 2                                                                     | Finlandia                                                                 | Qual. Euro 2024                                                           | Filippo Berardi                                                           | All:F. Costantini                                                         |
| 20/03/2024                                                                | Serravalle                                                                | San Marino                                                                | 1 – 3                                                                     | Saint Kitts e Nevis                                                       | Amichevole                                                                | Filippo Berardi                                                           | All:R. Cevoli                                                             |
| 24/03/2024                                                                | Serravalle                                                                | San Marino                                                                | 0 – 0                                                                     | Saint Kitts e Nevis                                                       | Amichevole                                                                | -                                                                         | All:R. Cevoli                                                             |
| 05/06/2024                                                                | Wiener Neustadt                                                           | Slovacchia                                                                | 4 – 0                                                                     | San Marino                                                                | Amichevole                                                                | -                                                                         | All:R. Cevoli                                                             |
| 11/06/2024                                                                | Serravalle                                                                | San Marino                                                                | 1 – 4                                                                     | Cipro                                                                     | Amichevole                                                                | Simone Giocondi                                                           | All:R. Cevoli                                                             |
| 05/09/2024                                                                | Serravalle                                                                | San Marino                                                                | 1 – 0                                                                     | Liechtenstein                                                             | Nations League - 1º Turno                                                 | Nicko Sensoli                                                             | All:R. Cevoli                                                             |
| 10/09/2024                                                                | Chisinau                                                                  | Moldavia                                                                  | 1 – 0                                                                     | San Marino                                                                | Amichevole                                                                | -                                                                         | All:R. Cevoli                                                             |
| 10/10/2024                                                                | Gibilterra                                                                | Gibilterra                                                                | 1 – 0                                                                     | San Marino                                                                | Nations League - 1º Turno                                                 | -                                                                         | All:R. Cevoli                                                             |
| 13/10/2024                                                                | Andorra la Vella                                                          | Andorra                                                                   | 2 – 0                                                                     | San Marino                                                                | Amichevole                                                                | -                                                                         | All:R. Cevoli                                                             |
| 15/11/2024                                                                | Serravalle                                                                | San Marino                                                                | 1 – 1                                                                     | Gibilterra                                                                | Nations League - 1º Turno                                                 | Nicola Nanni                                                              | All:R. Cevoli                                                             |
| 18/11/2024                                                                | Vaduz                                                                     | Liechtenstein                                                             | 1 – 3                                                                     | San Marino                                                                | Nations League - 1º Turno                                                 | Lorenzo Lazzari Nicola Nanni Alessandro Golinucci                         | All:R. Cevoli                                                             |
| 21/03/2025                                                                | Larnaca                                                                   | Cipro                                                                     | 2 – 0                                                                     | San Marino                                                                | Qual. Mondiali 2026                                                       | -                                                                         | All:R. Cevoli                                                             |
| 24/03/2025                                                                | Serravalle                                                                | San Marino                                                                | 1 – 5                                                                     | Romania                                                                   | Qual. Mondiali 2026                                                       | Samuele Zannoni                                                           | All:R. Cevoli                                                             |
| 06/06/2025                                                                | Zenica                                                                    | Bosnia ed Erzegovina                                                      | 1 – 0                                                                     | San Marino                                                                | Qual. Mondiali 2026                                                       | -                                                                         | All:R. Cevoli                                                             |
| 10/06/2025                                                                | Serravalle                                                                | San Marino                                                                | 0 – 4                                                                     | Austria                                                                   | Qual. Mondiali 2026                                                       | -                                                                         | All:R. Cevoli                                                             |
| Totale                                                                    |                                                                           | Presenze                                                                  | 50                                                                        |                                                                           | Reti                                                                      | 15                                                                        |                                                                           |